# Anolis gorgonae
Anolis gorgonae (синій аноліс) — вид ігуаноподібних ящірок родини анолісових (Dactyloidae). Ендемік Колумбії.

## Опис
Довжина синього аноліса (враховуючи хвіст) становить 66 мм. І самиці, і самці мають яскраво-синє забарвлення, не характерне для анолісів. У самців горловий мішок білий, у деяких особин на голові й шиї є темні плями.

## Поширення й екологія
Сині аноліси є ендеміками острова Горгона, що лежить у Тихому океані біля узбережжя Колумбії. Вони живуть у вологих тропічних лісах, зустрічаються на великих деревах з товстими гілками, на висоті від 6 до 10 м над рівнем моря. Відкладають яйця.

## Збереження
МСОП класифікує стан збереження цього виду як близький до загрозливого. Anolis gorgonae загрожує хижацтво з боку інвазивних кішок, щурів та інших тварин.